# Dark Cove
Dark Cove is een buurt van de gemeente Gambo in de Canadese provincie Newfoundland en Labrador. De plaats ligt in het oosten van het eiland Newfoundland en was in de jaren 1960 kortstondig een zelfstandige gemeente.

## Geografie
De buurt Dark Cove ligt aan de oevers van Upper Dark Cove, een inham van Freshwater Bay aan de oostkust van Newfoundland. De buurt omvat de zuidelijke helft van de dorpskern van Gambo en is gelegen aan provinciale route 320. Dark Cove ligt direct ten zuiden van de eveneens tot Gambo behorende buurt Middle Brook.

## Geschiedenis
De plaats was gemeentevrij totdat ze in 1962 erkend werd als een gemeente met het statuut van local improvement district (LID). De gemeente Dark Cove bestond slechts drie jaar, daar het in 1965 tezamen met het aangrenzende plaatsje Middle Brook een nieuw LID vormde dat ging bekendstaan onder de naam Dark Cove-Middle Brook. Die gemeente werd in 1970 verder uitgebreid en ging vanaf 1980 uiteindelijk bekendstaan als Gambo.